# Albert Curtz
Albert Curtz (latino Albertus Curtius; Monaco di Baviera, 1600 – Monaco di Baviera, 19 dicembre 1671) è stato un astronomo tedesco, membro della Società di Gesù.

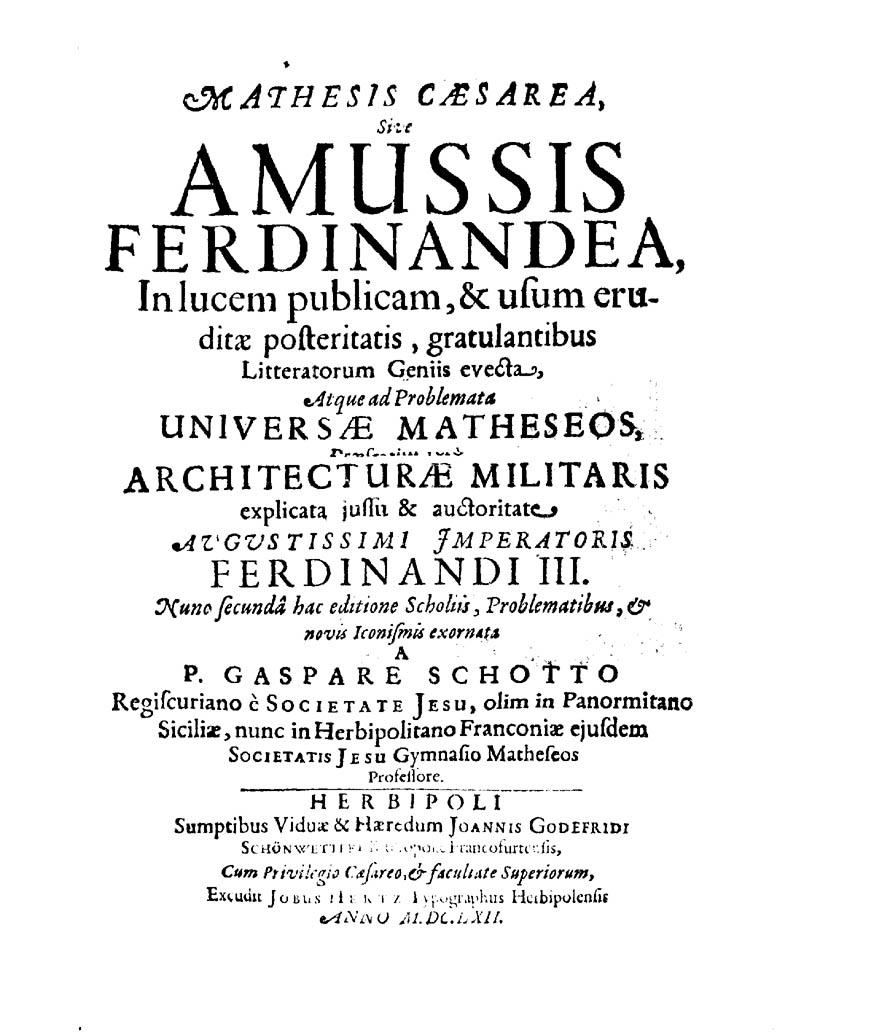
Amussis Ferdinandea, 1662

Nei suoi lavori utilizzò lo pseudonimo Lucius Barrettus, che è un anagramma del suo nome latino.

## Biografia
Curtius fu uno dei primi studiosi della Luna assieme a Johann Deckers, Keplero, Francesco Maria Grimaldi e Giambattista Riccioli. La sua opera principale è una compilazione di tutti i dati astronomici a lui noti pubblicata col titolo: Historia coelestis [ex libris commentariis manuscriptis observationum vicennalium viri generosi Tichonis Brahe] stampata nel 1666  in Augusta (Augusta Vindelicorum) da Simonem Utzschneiderum. Come spiega il sottotitolo, l'opera è costituita soprattutto dai dati raccolti da Tycho Brahe durante un ventennio di accuratissime osservazioni e rimasti sino ad allora manoscritti.
Curtius si interessò anche di altri argomenti, fra cui l'esegesi biblica e l'arte militare.

## Opere
- (LA) Amussis Ferdinandea, Herbipoli, Johann Gottfried Schönwetter, 1662.

## Intitolazioni
Il cratere Curtius sulla Luna è stato dedicato a lui.